# Navier–Stokes-egyenletek
A Navier–Stokes-egyenleteket Claude Navier és George Gabriel Stokes állították fel folyékony anyagok mozgásának, áramlásának leírására. Ezekkel az egyenletekkel a szerzők Newton második törvényének az áramló folyékony anyagokra való alkalmazását tűzték ki célul, azt véve alapfeltételül, hogy az ilyen anyagokban fellépő feszültség két összetevőből áll: egy a folyékony anyag sebességgradiensével arányos diffúziós (vagyis a viszkozitást jellemző) kifejezés összetevőből és egy nyomás összetevőből.
Az egyenletek jelentősége abban áll, hogy számos, mind elméleti, mind gyakorlati (gazdasági) jelentőségű fizikai feladat megfogalmazására és ezekhez kapcsolódó jelenségek leírására alkalmazhatók. Ezekkel leírhatjuk nemcsak az időjárást, a folyadékok csővezetékekben, (nem kör keresztmetszetű) csatornákban vagy óceánokban előforduló mozgását, hanem a levegő repülőgépek szárnyai körül észlelt áramlását is, sőt szilárd testek folyékony anyagokon keresztül, például csillagok galaxisokon belüli mozgását is. A Navier–Stokes-egyenletek az egyszerűsített formájukban nemcsak repülőgépek és gépjárművek, hanem elektromos erőművek tervezésére, valamint atmoszferikus szennyezés felmérésére is alkalmazható, továbbá a véráramlás, valamint Maxwell egyenleteivel összekapcsolva a magnetohidrodinamika modellezésére is.
A Navier-Stokes-egyenletek tisztán matematikai értelemben is nagy érdeklődésre tartanak számot. Széleskörű gyakorlati felhasználásuk ellenére még nem sikerült bizonyítani, hogy három dimenzióban mindig léteznek-e olyan megoldások, amelyekben az adott tartomány minden pontján végtelenül differenciálhatók. Ezt nevezik Navier-Stokes-féle létezési és simasági problémának. Az amerikai Clay Mathematics Institute a matematika hét legfontosabb megoldatlan problémája egyikének nevezte ezt a kérdést, és 1 millió dolláros díjat ajánlott fel a megoldásért vagy ellenpéldáért.

## Az egyenletek karakterizálása
Mivel a Navier–Stokes-egyenletek nem helyzetet, hanem sebességet írnak le, így a háromdimenziós egyenletek „sebességmezőt” vagy „folyásmezőt” ábrázolnak, amely az áramlási sebességet adja meg az idő függvényében az erőtér minden egyes pontjára, feltéve, hogy a sebességmező-eloszlásának leírása megoldott. A többi változó, vagyis az áramlási sebesség, illetve a folyadék-ellenállás térbeli eloszlása szintén meghatározható.
Ez a számítás nagymértékben különbözik a klasszikus mechanika által alkalmazott módszertől, ahol nem az egyedi részecskék térbeli pontokhoz kapcsolt sebességének, hanem azok röppályájának vagy egy kontinuum elhajlásának a meghatározása a tipikus számítási feladat. Folyadékok esetében a sebességeloszlás meghatározása célravezetőbb.

### Nemlineáris jelleg
A Navier–Stokes-egyenletek a gyakorlati esetek többségében nemlineáris parciális differenciálegyenletek, bár esetenként, például egydimenziós folyás és Stokes-folyás (vagy kúszó folyás) esetében lineárisra egyszerűsíthetők. A nemlinearitás miatt ezek a problémák az esetek többségében túl bonyolulttá, sőt megoldhatatlanná válnának, emiatt a Navier–Stokes-egyenletek alkalmazása elkerülhetetlen a turbulens folyás leírása és modellezése során.
A nemlinearitás áramlási gyorsulásból, vagyis helyzetváltozással járó sebességváltozásból ered. Ezért az áramlás, legyen az lamináris vagy turbulens, mindig nemlinearitással jár. A lamináris áramlásra szemléletes példa lehet egy viszkózus folyadék (pl. olaj) kis átmérőjű, szűkülő fecskendőben való áthaladása. Ilyen esetek tanulmányozásával közelítő megoldás nyerhető.

### Turbulencia
A turbulencia számos mozgó folyadékban tapasztalt időben zajló kaotikus jelenség. Az általános nézet szerint ez a folyadékrészecskék tehetetlenségének, vagyis azok időbeli konvekciós sebességváltozásának (gyorsulásának) a következménye. Olyan folyás esetén, amikor a tehetetlenségi erő kis szerepet játszik, a folyás lamináris, és hogy ez a szerep milyen mértékben érvényesül, az a Reynolds-szám alapján állapítható meg.
Ez: {\displaystyle Re={dv\rho  \over \mu }}, vagyis a csatornaátmérő (d), az átlagos folyadéksebesség (v) és a folyadéksűrűség (ρ) szorzata a folyadék viszkozitásával (μ) osztva.
A turbulens áramlásokra vonatkozó Navier-Stokes-egyenletek numerikus megoldása rendkívül nehéz, és olyan finom felbontást igényel, hogy a számítási idő megnövekedése jelentős akadálya a számításnak vagy a direkt numerikus szimulációnak. Az egyszerű lamináris feltételekből kiinduló közelítések sem alkalmasak, mert ezeknek eredménye nem megbízható. Ennek elkerülésére a computational fluid dynamics (CFD), vagyis komputációs folyadékdinamika idő-átlagolt egyenleteket használ gyakorlati turbulens folyadékok áramlási problémáinak megoldására. Ilyen számítás egyik példája a turbulencia-modellel (például a k-ε modellel) támogatott, Reynolds-szám átlagolt Navier–Stokes-egyenlet, vagy röviden RANS.
A Navier–Stokes-egyenletek turbulens esetre való alkalmazására hasonló a Large eddy simulation (L.E.S.) módszer, ami az előbbinél több időt és számítógép-memóriát igényel, de gyorsabb, és megbízhatósága is nagyobb.

### Használhatóság
A Navier–Stokes-egyenletek alkalmazása önmagukban nehézkes, de kisegítő összefüggések (például az anyagmegmaradás elvének) együttes alkalmazásával, valamint jól megválasztott határfeltételekkel az egyenletek jó modellként szolgálhatnak folyadékmozgás leírására; a számítási eredmények a gyakorlati megfigyelésekkel még turbulens viszonyok esetében is egyeznek.
A Navier–Stokes-egyenletek feltételezik, hogy a vizsgált folyadék kontinuum, amely nem áramlik relativisztikus sebességgel; kicsinyített skálán, vagy szélsőséges körülmények között diszkrét molekulákból álló reális (más néven nem-ideális) folyadékok mozgására a Navier–Stokes-egyenletek nem alkalmasak. Ezekre az esetekre a statisztikus mechanika, vagy a molekuláris dinamika tudományága szolgáltathat megoldást. Egy ilyen számítás a dimenziómentes Knudsen-szám értékét használja.
Az egyenletek másik korlátozó tényezője a folyadék kémiai összetételétől függő bonyolultságuk. Egyes folyadékcsoportokra kipróbált módszerek állnak rendelkezésre, más, ritkább esetekre egyáltalán nem használhatók. A különleges komplikációk miatt az egyenleteket leggyakrabban Newton-féle folyadékok esetében alkalmazzák; ilyen folyadékok tanulmányozása egyszerűbb, mert ezek viszkozitási modellje lineáris. Valódi nem Newton-féle esetre (pl. vérre) 2010-ben még nem létezett megfelelő modell.

## Levezetés és leírás
A Navier–Stokes-egyenletek egy mozgó, áramló folyadék infinitezimális részét analizálják Newton második törvénye, vagyis az impulzus (momentum) megmaradásának törvénye alapján (ideértve az anyag- illetve az energia-megmaradás törvényeit is).
{\displaystyle \rho \left({\frac {\partial \mathbf {v} }{\partial t}}+\mathbf {v} \cdot \nabla \mathbf {v} \right)=-\nabla p+\nabla \cdot \mathbb {T} +\mathbf {f} ,}
ahol:
{\displaystyle \mathbf {v} } a folyadék sebessége,
{\displaystyle \rho } a folyadék sűrűsége,
p a nyomás,
{\displaystyle \mathbb {T} } a (deviatorikus) feszültség tenzor,
{\displaystyle \mathbf {f} } a folyadék egységnyi köbtartalmára ható erő és {\displaystyle \nabla } a nabla operátor. Ezt a kifejezést, amely Newton második törvényének nem-relativisztikus sebességgel haladó folyadék-kontinuumra való alkalmazása, Cauchy momentum egyenletének nevezik.
Az egyenletet gyakran írják más formában, a Dv/Dt szubsztantív derivatív használatával,
ami jobban kifejezi, hogy ez Newton második törvényét írja le:
{\displaystyle \rho {\frac {D\mathbf {v} }{Dt}}=-\nabla p+\nabla \cdot \mathbb {T} +\mathbf {f} .}
Az egyenlet bal oldala a gyorsulást, jobb oldala (a vizsgált infinitezimális folyadékrész egy testnek tekintve) a testre ható erők (például a tehetetlenségi erő) valamint a feszültség- (nyomás- és nyírófeszültség) változását fejezi ki.

## Konvektív gyorsulás
Nagy jelentősége van annak, hogy a Navier–Stokes-egyenletekbe a folyadéknak a térbeli, időtől független konvektív gyorsulása (sebességváltozása) is beletartozik. Ennek példája folyadékáramlás egy fecskendőben. A konvektív áramlás a nemlineáris
{\displaystyle \mathbf {v} \cdot \nabla \mathbf {v} ,} kifejezéssel ábrázolható.
Ez kétféleképpen értelmezhető: a) {\displaystyle (\mathbf {v} \cdot \nabla )\,\mathbf {v} }, vagy b) {\displaystyle \mathbf {v} \cdot (\nabla \mathbf {v} )},
ahol: {\displaystyle \nabla \mathbf {v} } a {\displaystyle \mathbf {v} } sebességvektor deriváltja.
Mindkét értelmezés ugyanahhoz az eredményhez vezet, függetlenül a használt koordináta-rendszertől, feltételezve, hogy {\displaystyle \nabla } a kovariáns derivatív függvényeként volt értelmezve.

### Értelmezés (v•∇)v formájában
A konvekció összefüggését leggyakrabban a következő formában írják: {\displaystyle (\mathbf {v} \cdot \nabla )\mathbf {v} },
a {\displaystyle \mathbf {v} \cdot \nabla } advekciós operátor használatával, mert ez egyszerűbb, mint a {\displaystyle \nabla \mathbf {v} } tenzorfüggvényekénti ábrázolás.

### Értelmezés v•(∇v) formájában
Ebben az esetben {\displaystyle \nabla \mathbf {v} } a sebességvektor tenzor deriváltja, ami Descartes-féle koordináta-rendszerben nem más, mint a komponensekként vett grádiens. A konvekció kifejezése leírható tenzor derivált nélkül is egy skaláris szorzatként
{\displaystyle \mathbf {v} \cdot \nabla \mathbf {v} =\nabla \left({\frac {\|\mathbf {v} \|^{2}}{2}}\right)+\left(\nabla \times \mathbf {v} \right)\times \mathbf {v} .}
Ez az értelmezési forma alkalmas nem örvénylő áramlás esetére, azaz ahol a sebességtér örvénymentes. Ez azt jelenti, hogy a rotációja (örvényessége vagy vorticitása) zérus, azaz {\displaystyle \omega =\nabla \times \mathbf {v} =0}.
A konvektív gyorsulás nemlineáris hatás, függetlenül attól, hogy milyen folyadékról van szó. Ez a hatás jelen van csaknem minden áramlási probléma esetén, egy-két kivétellel (amire példa az egydimenziós nem-kompresszibilis folyadékáramlás), de a dinamikus hatás kúszó áramlás (Stokes-féle áramlás) esetén elhanyagolható.

## Feszültség
A folyadék feszültség hatását a szilárd anyagokban a feszültség-tenzor izotróp részéből származó nyomás gradiensnek nevezett tenzor komponens, a {\displaystyle \scriptstyle \nabla p} feszültség megfelelője, azzal analóg {\displaystyle \scriptstyle \nabla p} és {\displaystyle \scriptstyle \nabla \cdot \mathbb {T} } felületi erő-gradiens összefüggések ábrázolják. Ilyen, normálisnak vett feszültség fellép majdnem minden esetben, legyen az dinamikus vagy sem. A feszültség tenzor anizotropikus részéből származik az összenyomhatatlan folyadékok esetén pusztán nyíró feszültséget képviselő {\displaystyle \scriptstyle \nabla \cdot \mathbb {T} } erő-hatás, ami a viszkózus, vagyis a folyadék viszkozitásából eredő ellenálló erőket jelent. Itt {\displaystyle \scriptstyle \mathbb {T} } a deviatorikus feszültség tenzor, a feszültség tenzor pedig {\displaystyle \sigma =-p\mathbb {I} +\mathbb {T} }, ahol {\displaystyle \scriptstyle \mathbb {I} } a 3×3 azonossági mátrix. Megjegyzendő, hogy csak a nyomás gradiensnek van hatása, magának a nyomásnak nincs: a folyadékáramlás a nyomás csökkenésének következménye, így annak irányát követi.
A „p” és a {\displaystyle \scriptstyle \mathbb {T} } feszültség-kifejezés még ismeretlen, így gyakorlati problémák megoldására az áramlási egyenletek önmagukban, általános formájukban nem használhatók. Ehhez a feszültséget meghatározó, a folyadék áramlására alkalmas erőmodellt is kell alkalmazni. Erre a feszültséget és a folyadék áramlását összekötő kapcsolat, Newton második törvénye szolgál:

Így a folyadék sajátságos tulajdonságait a számítás kezdete előtt, mint előfeltételeket kell tapasztalati adatokból meghatározni. Ezek segítségével a feszültség a többi áramlási változó (sűrűség és sebesség) függvényeként meghatározható.

## Fordítás
Ez a szócikk részben vagy egészben  a   Navier–Stokes equations című angol Wikipédia-szócikk ezen változatának fordításán alapul.  Az eredeti cikk szerkesztőit annak laptörténete sorolja fel. Ez a jelzés csupán a megfogalmazás eredetét és a szerzői jogokat jelzi, nem szolgál a cikkben szereplő információk forrásmegjelöléseként.